# 윌러드 보일
윌러드 S. 보일(Willard S. Boyle, 1924년 8월 19일 ~ )은 캐나다의 물리학자이다. 맥길 대학교에서 학사, 석사, 박사를 마치고, 미국의 벨 연구소로 건너가 전하 결합 소자를 공동 개발한 공로로, 조지 E. 스미스, 찰스 카오와 함께 2009년 노벨 물리학상을 수상하였다.

## 생애
보일은 제2차 세계 대전 중 캐나다 왕립 해군 비행 전투기 조종사로 봉사하였다. 그는 캐나다 맥길 대학교에서 학사(1947), 석사(1948) 그리고 박사(1950) 학위를 취득하였다. 1953년 보일은 벨 연구소에서 연구를 시작하였으며, 아폴로 우주 계획에 참여하였다. 현재는 벨 연구소를 은퇴한 후 캐나다 과학 연구 진흥청에서 봉사하고 있다.